# El Guettar (Algeria)
El Guettar è un comune dell'Algeria, situato nella provincia di Relizane.